# 圣玛丽亚-杜坎布卡
圣玛丽亚-杜坎布卡是巴西伯南布哥州的一个市镇。总面积92.15平方公里，总人口12482人，人口密度135.5人/平方公里。